# Ems-Oriental
Departamentul Ems-Oriental (franceză Département des Ems-Oriental, neerlandeză Departement Westereems) a fost un departament al Franței din perioada primului Imperiu. 
Departamentul a fost format în urma anexării Regatului Olandei de către Primul Imperiu Francez, în 1811. Departamentul ocupa teritoriul regiunii Prusace Frislanda de Est ce a fost anexată în 1807. Teritoriul nou anexat este organizat sub forma departamentului Oost-Friesland al Regatului Olandei. În urma refuzului Regatului Olandei de a aplica complet Blocada Continentală Imperiul Francez incorporarează întregului Regat Olandez în Imperiu în 1810.
Departamentul este numit după râul Ems, atributul "Oriental" indicând că acesta se găsește la est de acest râu. Reședința departamentului a fost orașul Aurich. Departamentul era administrat indirect prin intermediul administrației franceze de la Haga, împreună cu celelalte departamente nordul fostului Regat Olanda.
Departamentul este divizat în 3 arondismente și 14 cantoane astfel:
- arondismentul Aurich, cantoanele: Aurich, Berum, Norden și Timmel.
- arondismentul Emden, cantoanele: Emden, Leer, Oldersum, Pewsum și Stickhausen.
- arondismentul Jever, cantoanele: Esens, Hooksiel, Jever, Rüstringen și Wittmund.

În urma înfrângerii lui Napoleon în 1814 teritoriul intră în componența Regatului Hanovra iar actualmente face parte din Landul German Saxonia Inferioară.